# Groszowice (Mazovie)
Groszowice (prononciation : [ɡrɔʂɔˈvit͡sɛ]) est un village polonais de la gmina de Jedlnia-Letnisko dans le powiat de Radom de la voïvodie de Mazovie dans le centre-est de la Pologne.
Il se situe à environ 5 kilomètres à l'ouest de Jedlnia-Letnisko (siège de la gmina), 8 kilomètres à l'est de Radom (siège de le powiat) et à 91 kilomètres au sud de Varsovie (capitale de la Pologne).
Le village compte approximativement une population de 1 085 habitants en 2014.

## Histoire
De 1975 à 1998, le village appartenait administrativement à la voïvodie de Radom.